# 1549.
◄ | 15. stoljeće | 16. stoljeće | 17. stoljeće | ►
◄ | 1510-ih | 1520-ih | 1530-ih | 1540-ih | 1550-ih | 1560-ih | 1570-ih | ►
◄◄ | ◄ | 1546. | 1547. | 1548. | 1549. | 1550. | 1551. | 1552. | ► | ►►
Arhitektura • Astronomija • Glazba • Kazalište • Kiparstvo • Knjige • Književnost • Kršćanstvo • Medicina • Politika • Pravo • Promet • Slikarstvo • Znanost

## Događaji
- Španjolci uspostavljaju prvi kontakt s Indijancima Aguaruna u sjevernom Peruu.[1]

## Rođenja
- 13. travnja – Juraj IV. Zrinski, hrvatski velikaš iz obitelji Zrinski († 1603.)
- 30. srpnja – Ferdinando I. de' Medici, veliki vojvoda Toskane († 1609.)
- Nikola Vitov Gučetić, plemić, filozof, političar i polihistor († 1610.)

## Smrti
- 14. veljače – Il Sodoma, slikar (* 1477.)
- 10. studenog – Papa Pavao III. (* 1468.)
- 21. prosinca – Margarita od Navarre, navarska kraljica (* 1492.)
- Safa Girej, kazanski kan
- Paullu Inca, inkanski princ (* 1518.)

## Vanjske poveznice
|  | Zajednički poslužitelj ima još gradiva o temi 1549. |